# Estola lata
Estola lata är en skalbaggsart som beskrevs av Fuchs 1974. Estola lata ingår i släktet Estola och familjen långhorningar. Inga underarter finns listade i Catalogue of Life.